# Sabit Hadžić
Sabit Hadžić (Sarajevo, 7 augustus 1957 - Antalya, 3 maart 2018) was een Bosnisch basketballer en basketbalcoach.

## Carrière
Hadžić speelde voor KK Bosna Sarajevo onder coach Bogdan Tanjević. Zij wonnen de Joegoslavische kampioenstitel in 1978, 1980 en 1983, en de bekercompetitie in 1978 en 1984. In 1979 won hij met Bosna de Europese Kampioensbeker voor Clubs in Grenoble, Frankrijk. Hadžić werd vergezeld door Svetislav Pešić, Mirza Delibašić, Žarko Varajić en Ratko Radovanović in het winnende team, dat in de finale de Italiaanse vertegenwoordigers Pallacanestro Varese met 96-93 versloeg. In maart 1978 was Hadžić met KK Bosna ook in de finale van de Korać Cup verschenen, maar hier werden ze verslagen door KK Partizan. Met het Joegoslavische nationale team nam hij deel aan de Olympische Zomerspelen van 1984, waar hij brons won. Hadžić scoorde 3,3 punten per wedstrijd in de loop van het Olympisch toernooi.
Van 1997 tot 2001 en tussen 2010 en 2012 was Hadžić coach van de nationale ploeg van Bosnië en Herzegovina. In 1997, 1999, 2001 en 2011 nam hij met de selectie deel aan het Europees kampioenschap. Op clubniveau was hij van 1998 tot 2000 werkzaam als coach van KK Bosna Sarajevo.
Medio december 2001 werd hij trainer van de Duitse Bundesliga club Mitteldeutscher BC, als opvolger van Tom Schneeman. Hij bleef deze functie bekleden tot het einde van het seizoen 2002-03. In het seizoen 2003-04 was hij coach in Saoedi-Arabië, waar hij Al Ittihad leidde. Zijn volgende jobs waren: Dukagjini in Kosovo (2005), Al Jaala Aleppo in Syrië (2005/06), Kepez Bid Antalya in Turkije (2007 tot 2009) en Al Ahli in Saoedi-Arabië (2010/11). Hij was coach van KB Sigal Prishtina (Kosovo) van augustus 2014 tot december 2014, en daarna van Al Jahraa in Koeweit.
In februari 2018 kreeg hij een beroerte in Antalya, Turkije, en overleed een paar weken later.

## Erelijst

### Als speler
- 3x Joegoslavisch landskampioen: 1978, 1980, 1983
- 2x Joegoslavisch bekerwinnaar: 1978, 1984
- EuroLeague: 1979
- Olympische Spelen: 1x
- Middellandse Zeespelen: 1x

### Als coach
- 1x Bosnisch landskampioen: 1999
- 1x Saoedisch landskampioen: 2013
- 1x Supercoppa del Kosovo: 2015